# M. Veerappa Moily

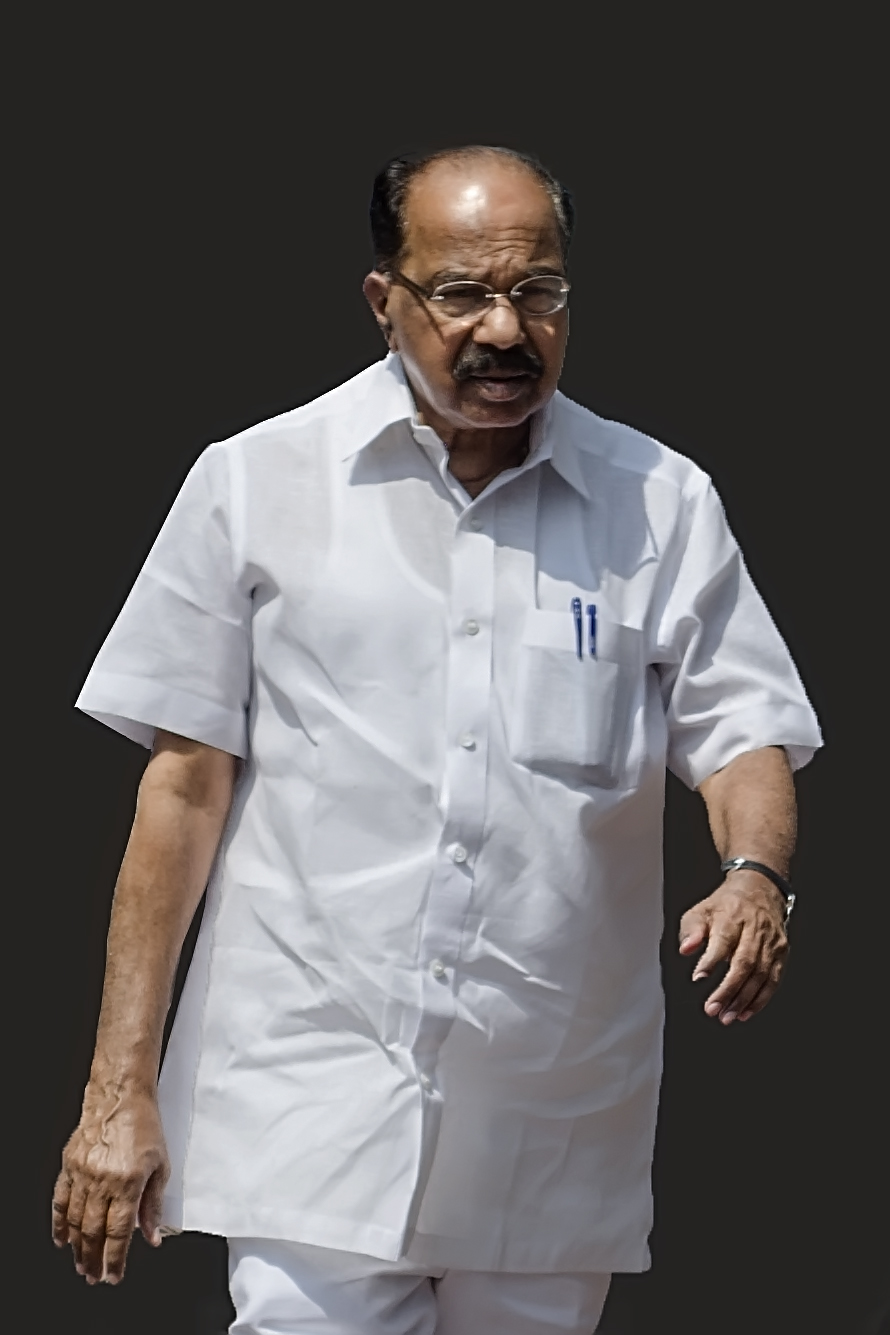
M. Veerappa Moily

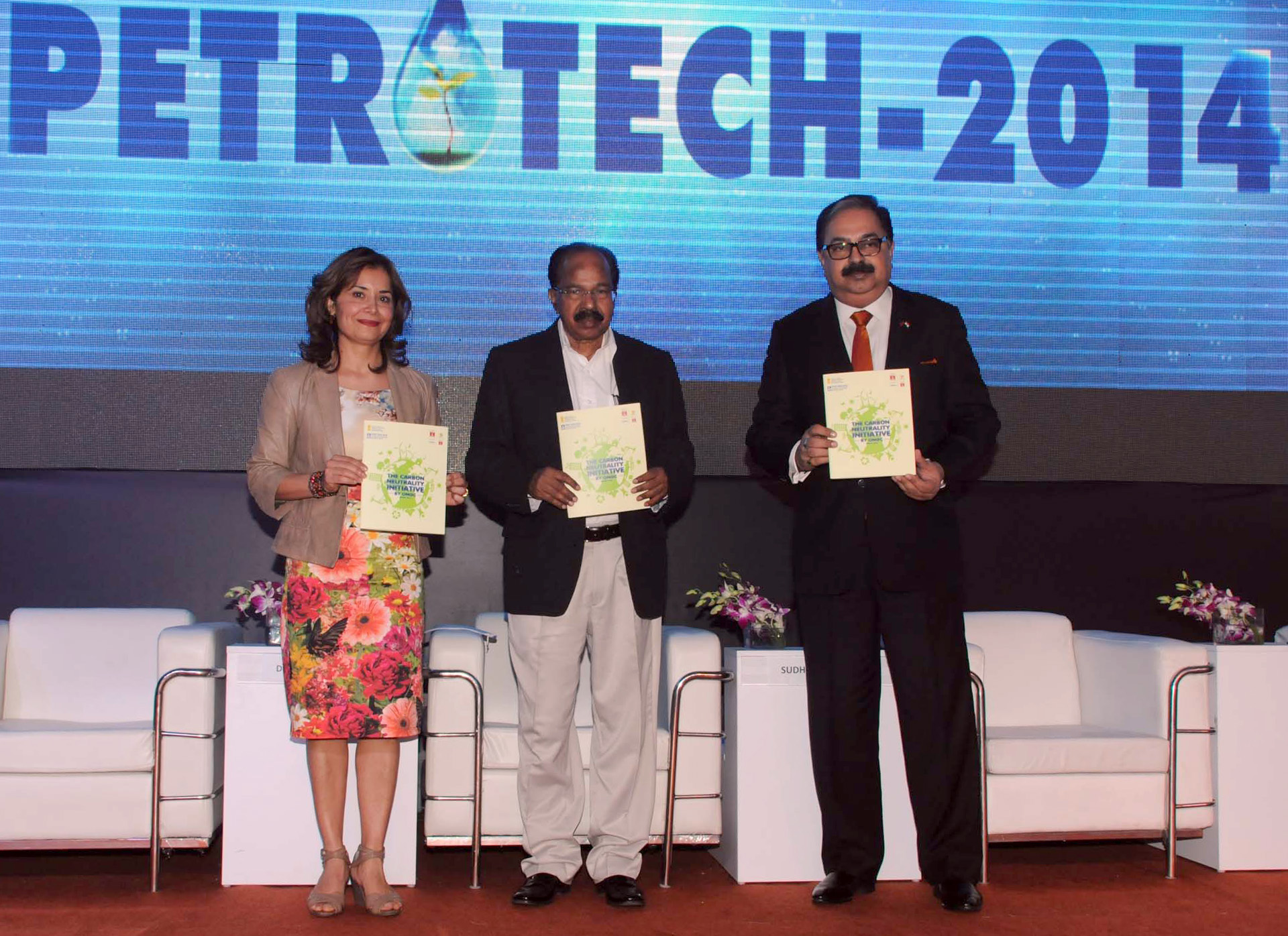
Veerappa Moily präsentiert als Minister für Erdöl und Erdgas auf der 11. International Oil & Gas Conference and Exhibition (PETROTECH 2014, „Internationale Öl- und Gaskonferenz und -ausstellung“) in Noida, Uttar Pradesh eine „Carbon Neutrality Initiative“ („Initiative zur Klimaneutralität“)

M. Veerappa Moily (Marpadi Veerappa Moily; Kannada: ವೀರಪ್ಪ ಮೊಯ್ಲಿ; * 12. Januar 1940 in Marpadi, Distrikt Dakshina Kannada) ist ein indischer Politiker (Kongresspartei). Er war von 1992 bis 1994 Chief Minister (Regierungschef) des Bundesstaates Karnataka. Von 2009 bis 2014 war er Minister in der gesamtindischen Regierung Manmohan Singhs, zunächst als Minister für Recht und Justiz, dann ab als Minister für Unternehmensangelegenheiten und schließlich als Minister für Erdöl und Erdgas.

## Biografie
M. Veerappa Moily wurde am 12. Januar 1940 im Dorf Marpadi nahe Moodabidri im Distrikt Dakshina Kannada in der Küstenregion des heutigen Bundesstaates Karnataka geboren. Er stammt aus einer Tulu sprechenden Familie von landlosen Arbeitern aus der Tempelmusikerkaste der Devadiga. Moily schloss seine Ausbildung mit einem Bachelor of Arts und einem Bachelor of Laws am Government Law College in Bangalore ab. Er ist seit 1965 verheiratet und hat vier Kinder.
Seine politische Laufbahn begann M. Veerappa Moily, als er 1972 für die Kongresspartei in das Unterhaus des Bundesstaatsparlaments des Bundesstaates Mysore (der im darauffolgenden Jahr in Karnataka umbenannt wurde) gewählt wurde. Bis 1999 wurde er insgesamt neunmal wiedergewählt. Von 1980 bis 1983 diente er unter R. Gundu Rao als Finanzminister Karnatakas. Nachdem die Kongress-Regierung abgewählt worden war, hatte Moily von 1983 bis 1985 das Amt des Oppositionsführers inne. 1989 kehrte die Kongresspartei wieder an die Macht zurück. Daraufhin wurde Moily zunächst Justizminister in der Regierung Veerendra Patils und dann ab 1990 Bildungsminister unter S. Bangarappa.
Im November 1992 ersetzte M. Veerappa Moily S. Bangarappa als Chief Minister Karnatakas. Seine Regierungszeit dauerte aber nur etwas über zwei Jahre, weil die Parlamentswahl im Dezember 1994 an die Janata Dal verloren ging. 1999 schied Moily aus der Bundesstaatspolitik Karnatakas aus.
Nach zehn Jahren kehrte M. Veerappa Moily auf der Bundesebene in die Politik zurück: Bei der gesamtindischen Parlamentswahl 2009 wurde er im Wahlkreis Chikballapur in die Lok Sabha, das Unterhaus des gesamtindischen Parlaments, gewählt. Nach der Wahl wurde er als Minister für Recht und Justiz in das Kabinett Manmohan Singh II berufen. Bei einer Kabinettsumbildung im Juli 2011 übernahm Moily das Amt des Ministers für Unternehmensangelegenheiten, ehe er durch eine erneute Kabinettsumbildung im Oktober 2012 Minister für Erdöl und Erdgas wurde. Außerdem leitete er kommissarisch von Juli bis Oktober 2012 das Energieministerium sowie ab Dezember 2013 das Ministerium für Umwelt und Forste. Bei der Parlamentswahl 2014 wurde die Kongress-Regierung abgewählt, Moily konnte aber seinen Wahlkreis verteidigen und zog erneut in die Lok Sabha ein.